# Luhanka, Petrove
Luhanka (în ucraineană Луганка) este localitatea de reședință a comunei Luhanka din raionul Petrove, regiunea Kirovohrad, Ucraina.

## Demografie
Componența lingvistică a localității Luhanka
     Ucraineană (94,93%)
     Rusă (2,96%)
     Alte limbi (0,47%)
Conform recensământului din 2001, majoritatea populației localității Luhanka era vorbitoare de ucraineană (94,93%), existând în minoritate și vorbitori de rusă (2,96%).